# Ашурматов, Рустам Элёрович
Рустамжон Элёрович Ашурматов (узб. Rustamjon Elyorovich Ashurmatov; род. 7 июля 1996, Коканд, Ферганская область) — узбекистанский футболист, защитник иранского клуба «Эстегляль».

## Карьера
Ашурматов воспитанник ташкентского клуба «Бунёдкор». В 2015—2018 годах выступал за главную команду «Бунёдкора», за которую сыграл в чемпионате Узбекистана 91 матч и забил 5 голов. В 2019 году перешёл в южнокорейский «Кванджу».
19 января 2021 года перешёл в корейский клуб «Канвон». В феврале 2022 года подписал контракт с клубом «Навбахор». Дебютировал за клуб 10 марта в матче против «Сурхана».
В январе 2023 года подписал контракт с российским клубом «Рубин», сроком на три с половиной года. Дебютировал за клуб в Первой лиги против «Волги» (Ульяновск), заменив Виталия Лисаковича на 86-й минуте.13 мая забил первый гол в составе «Рубина» в матче против «Акрона». В РПЛ дебютировал 22 июля в матче против «Локомотива», заменив Илью Рожкова на 66-й минуте..
9 июля 2025 года покинул «Рубин» и перешёл в иранский клуб «Эстегляль».

## Международная карьера
Ашурматов имеет опыт выступления за юношеские и молодёжные сборные Узбекистана. В составе сборной до 17 лет учувствовал на Чемпионате мира 2013, сыграв 4 матча и забив один гол. В составе сборной до 20 лет учувствовал на Чемпионате мира 2015, сыграв 5 игр.
В составе сборной до 23 лет выиграл Чемпионате Азии 2018, забив гол в финальном матче против сверстников из Вьетнама. Также участвовал в летних Азиатских играх 2018.
За основную сборную Узбекистана дебютировал 23 января 2017 года в товарищеском матче против сборной Грузии, заменив Джамшида Искандерова на 93-й минуте.

## Награды
- Узбекистон ифтихори (6 июня 2025 года) — за большой вклад в развитие и широкую популяризацию спорта в нашей стране, утверждение здорового образа жизни в обществе, проявленные истинное мужество и стойкость, образец высокого профессионализма и целеустремленности в отборочных турнирах среди сильнейших команд Азии по футболу и впервые в истории нашей Родины завоевание путёвки на чемпионат мира, ставшее большой победой, активное участие в деле приумножения славы Нового Узбекистана в мировом масштабе, воспитания молодого поколения в духе любви к Родине, национальной гордости и патриотизма[14].